# Marshallia
 Marshallia  Schreb., 1791 è un genere di piante angiosperme dicotiledoni della famiglia delle Asteraceae (sottofamiglia Asteroideae, tribù Helenieae e sottotribù Marshalliinae).  Marshallia è anche l'unico genere della sottotribù Marshalliinae H. Rob., 1978 .

## Etimologia
Il nome del genere è stato dato dal botanico e naturalista germanico Johann Christian Daniel von Schreber (1739 – 1810) in onore del botanico americano Mosè Marshall (1758-1813) e pubblicato per la prima volta in “ Genera Plantarum Eorumque Characteres Naturales Secundum Numerum, Figuram, Situm, & Proportionem Omnium Fructificationis Partium. Frankfurt am Main ” ( Gen. Pl., ed. 8[a]. 810) nel 1791.

La sottotribù Marshalliinae è stata definita dal botanico Harold Ernest Robinson nella pubblicazione “Phytologia; Designed to Expedite Botanical Publication. New York” (Phytologia 41(1): 42 ) nel 1978.

## Descrizione

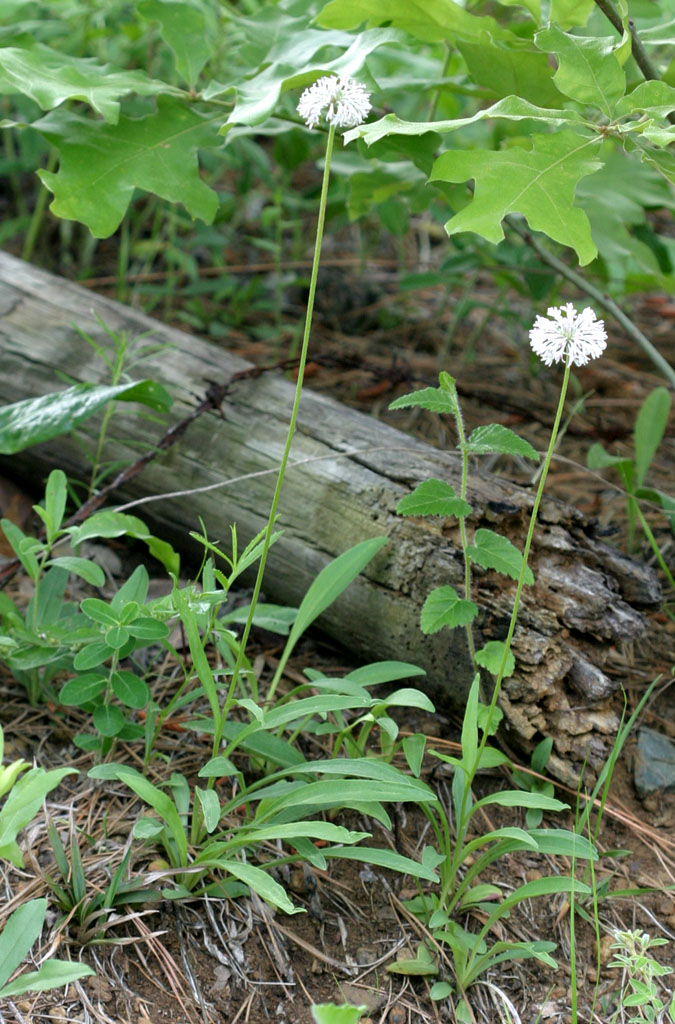
Il portamento
Marshallia obovata

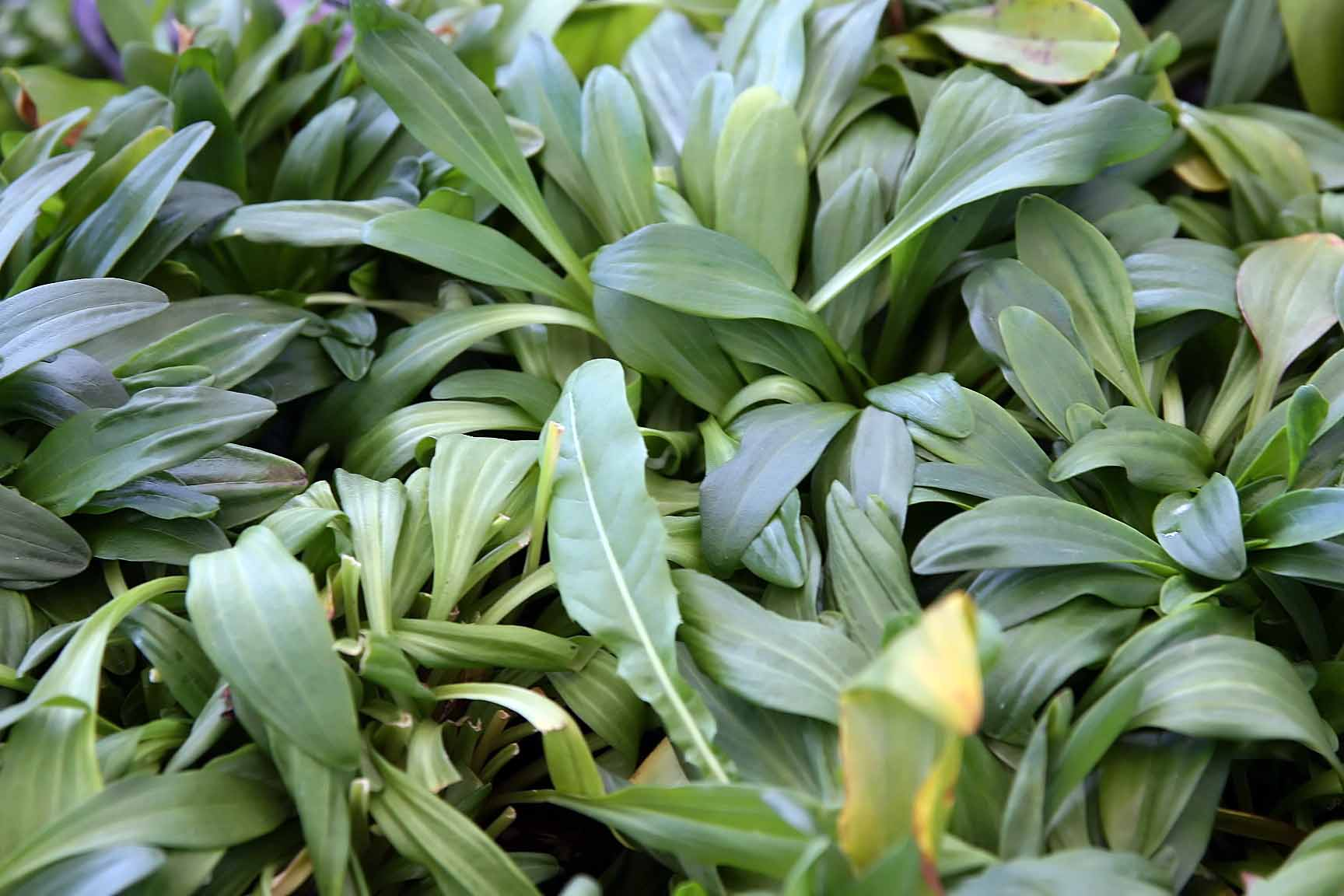
Le foglie
Marshallia grandiflora

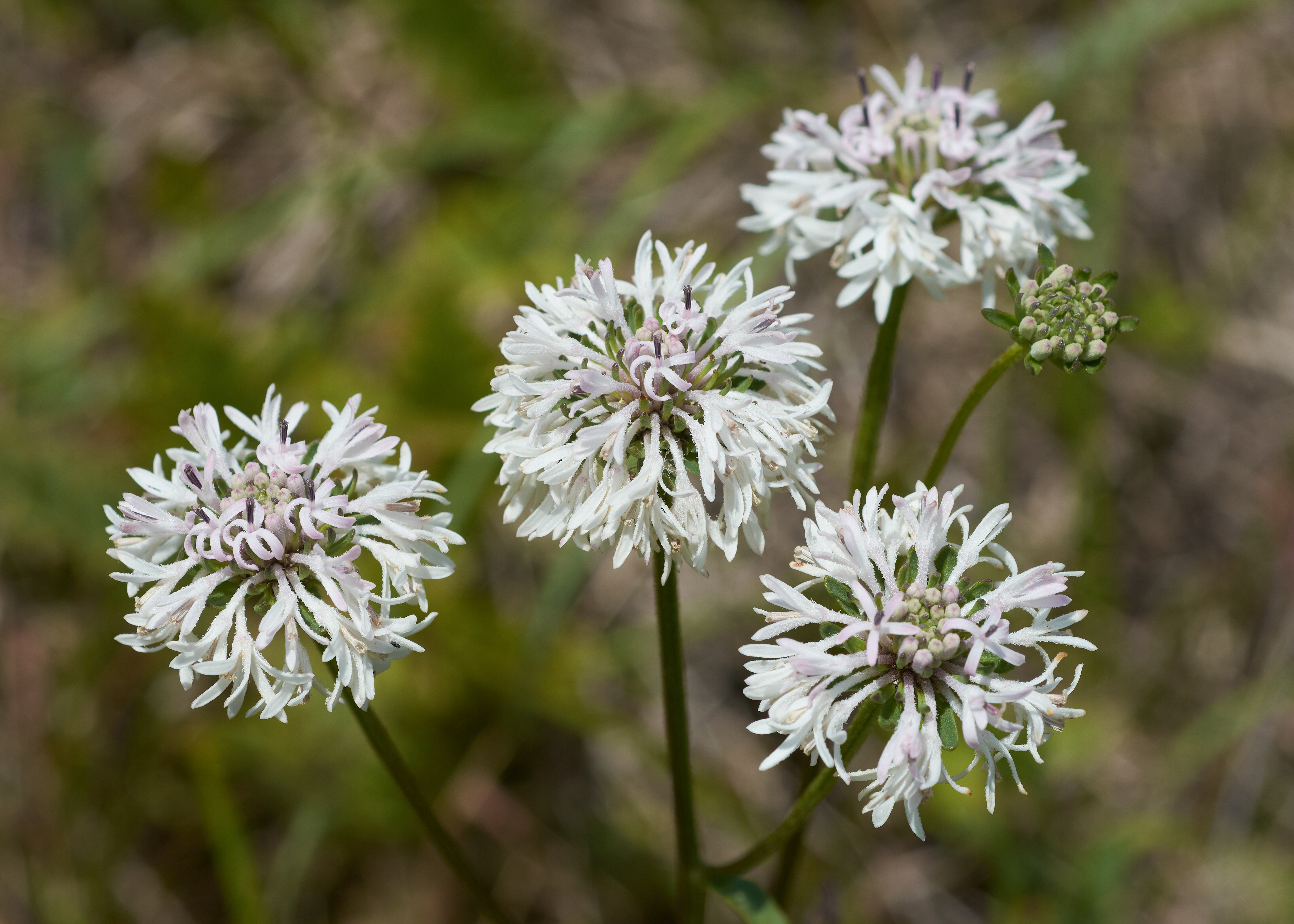
Infiorescenza
Marshallia caespitosa

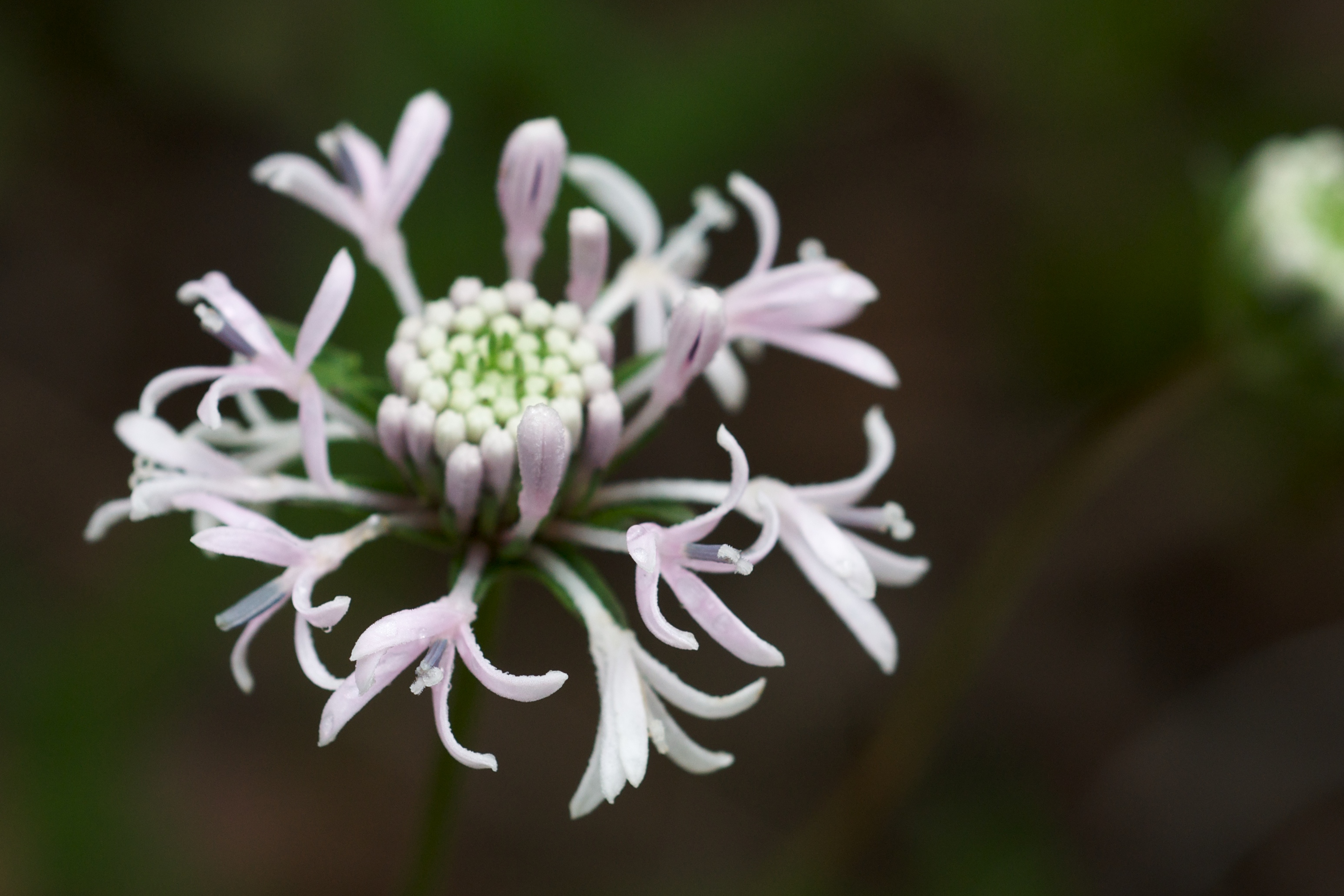
I fiori
Marshallia mohrii

Portamento. Le specie di questo genere sono erbe perenni, dall'aspetto per lo più glabro. Sono inoltre piante senza lattice.
Fusto. La parte aerea in genere è scaposa, eretta, semplice o ramosa. L'altezza di queste piante varia da 20 a 80 cm (massimo 120 cm).
Radici. Le radici sono fibrose e secondarie da rizoma. 
Foglie.  Le foglie in maggioranza sono basali; sono comunque presenti anche le foglie cauline. Le foglie lungo il caule sono disposte in modo alternato. Possono essere sia picciolate che sub-sessili. Le lamine sono intere e lineari oppure con forme da strettamente ovate a ovali. La superficie della foglia può essere innervata: con una singola venatura centrale o con tre nervi sub-paralleli. La superficie è glabra oppure ricoperta da ghiandole punteggiate.
Infiorescenza. Le sinflorescenze sono sia scapose che composte da diversi capolini raccolti in formazioni corimbose. Le infiorescenze vere e proprie sono composte da un capolino terminale peduncolato di tipo discoide. I capolini sono formati da un involucro, con forme da campanulate a emisferiche, composto da 10-24 brattee, al cui interno un ricettacolo fa da base ai fiori di due tipi: fiori del raggio (qui assenti) e fiori del disco. Le brattee, con forme da strettamente oblunghe a lineari, a consistenza erbacea e con bordi scariosi, sono disposte in modo più o meno embricato su 2 serie. Il ricettacolo varia da piatto a leggermente convesso ed è provvisto di pagliette (lineari, filiformi e di tipo erbaceo) a protezione della base dei fiori. Diametro dell'involucro: 10 – 25 mm.
Fiori.  I fiori sono tetra-ciclici (formati cioè da 4 verticilli: calice – corolla – androceo – gineceo) e pentameri (calice e corolla formati da 5 elementi). Si distinguono in:
- fiori del raggio (esterni): sono assenti;
- fiori del disco (centrali): da 45 a 90, sono numerosi con forme brevemente tubulose (attinomorfe); sono ermafroditi e fertili.

- Formula fiorale:

*/x K {\displaystyle \infty }, [C (5), A (5)], G 2 (infero), achenio 
- Calice: i sepali del calice sono ridotti ad una coroncina di squame.

- Corolla: (solamente fiori del disco) la forma è tubulare/campanulata bruscamente divaricata in 5 lobi. I lobi sono sparsamente pubescenti con pochi tricomi ghiandolari. I colori sono bianco crema, violaceo o lavanda pallido. In alcune specie i fiori periferici sono raggianti con lobi profondamente divisi.

- Androceo: l'androceo è formato da 5 stami sorretti da filamenti generalmente liberi; gli stami sono connati e formano un manicotto circondante lo stilo.  Le antere sono caudate (con coda) con appendici da ovate a rotonde. Delle cellule sclerificate sono presenti solamente sui margini superiori delle antere. Il tessuto endoteciale, rivestimento interno dell'antera, è quasi sempre polarizzato con due superfici distinte: una verso l'esterno e una verso l'interno. Il polline è sferico con un diametro medio di circa 25 micron;  è tricolporato con tre aperture sia di tipo a fessura che tipo isodiametrica o poro ed è echinato con punte sporgenti e divergenti.

- Gineceo: l'ovario è infero uniloculare formato da 2 carpelli. Lo stilo, il recettore del polline, è profondamente bifido con due stigmi divergenti e con le linee stigmatiche marginali separate e parallele. I due bracci dello stilo hanno una forma da lanceolata a deltoide e possono essere papillosi o ricoperti da ciuffi di peli.

Frutti. I frutti sono degli acheni con pappo. La forma dell'achenio è ob-piramidale con 5 angoli (o coste) appena pronunciati. La superficie è cosparsa da tricomi affusolati, mentre le coste sono intervallate con tricomi ghiandolari. Il pappo è formato da 5 - 6 scaglie acuminate con un aspetto da ialino a ferruginoso.

## Biologia
Impollinazione: l'impollinazione avviene tramite insetti (impollinazione entomogama tramite farfalle diurne e notturne).

Riproduzione: la fecondazione avviene fondamentalmente tramite l'impollinazione dei fiori (vedi sopra).

Dispersione: i semi (gli acheni) cadendo a terra sono successivamente dispersi soprattutto da insetti tipo formiche (disseminazione mirmecoria). In questo tipo di piante avviene anche un altro tipo di dispersione: zoocoria. Infatti gli uncini delle brattee dell'involucro (se presenti) si agganciano ai peli degli animali di passaggio disperdendo così anche su lunghe distanze i semi della pianta. Inoltre per merito del pappo (se presente) il vento può trasportare i semi anche a distanza di alcuni chilometri (disseminazione anemocora).

## Distribuzione e habitat
Le specie di questo gruppo si trovano solamente in America: Messico del nord-est e USA meridionali (parte orientale). L'habitat tipico per le specie di questo genere sono gli ambienti aperti, come i bordi delle strade, le paludi, i boschi radi o le aree dominate da pini. Diverse specie sono associate a zone umide.

## Sistematica
La famiglia di appartenenza di questa voce (Asteraceae o Compositae, nomen conservandum) probabilmente originaria del Sud America, è la più numerosa del mondo vegetale, comprende oltre 23.000 specie distribuite su 1.535 generi, oppure 22.750 specie e 1.530 generi secondo altre fonti (una delle checklist più aggiornata elenca fino a 1.679 generi). La famiglia attualmente (2021) è divisa in 16 sottofamiglie; la sottofamiglia Asteroideae è una di queste e rappresenta l'evoluzione più recente di tutta la famiglia.

### Filogenesi
La tribù di questa voce (Helenieae) è una delle 21 tribù della sottofamiglia Asteroideae). Da un punto di vista filogenetico, Helenieae, all'interno della sottofamiglia, fa parte del gruppo "Helianthodae" (o anche “Heliantheae Alliance”).
Questo gruppo si distingue soprattutto per le brattee involucrali disposte su 1 – 3 serie, per le teche delle antere che sono spesso annerite e senza speroni e code, per la presenza di peli sotto la divisione dello stilo, per i rami dello stilo (gli stigmi) s'incurvano a maturità e per le appendici dello stilo che sono solitamente più corte della porzione stigmatica (tranne in Eupatoriaea).
Nell'ambito della tribù le Marshalliinae occupano una posizione "basale", ossia è il primo gruppo che si è separato, e da un punto di vista filogenetico è "fratello del resto della tribù.
Inizialmente il genere di questa voce era associato alla tribù delle Eupatorieae (gruppo normalmente privo di pagliette nel ricettacolo), in seguito venne trasferito nella tribù delle Heliantheae; ma recenti studi di tipo filogenetico hanno dimostrato che  Marshallia  è “gruppo fratello” della sottotribù delle Gaillardiinae e vicino ai generi Pelucha S. Watson, Trichoptilium A. Gary e Psathyrotes (Nutt.) A. Gary della sottotribù Psathyrotinae B.G. Baldwin. Le ultime ricerche posizionano il genere Marshallia come "gruppo basale" della tribù Helenieae.
I caratteri distintivi delle specie di questo genere sono:
- il ricettacolo è provvisto completamente di pagliette;
- il pappo è formato da scaglie erose, a forma da sub-quadrata a ovata con apici aristati o acuminati.

Il numero cromosomico del genere è: 2n = 18.
Un recente studio sulle specie della tribù Helenieae propone di descrivere i generi Pelucha, Psathyrotes e Trichoptilium, attualmente compresi nella sottotribù Psathyrotinae B.G. Baldwin, 2000, all'interno della sottotribù Marshalliinae H. Rob., 1978; diventando così Psathyrotinae sinonimo di Marshalliinae.

### Elenco delle specie
Questo genere ha 9 specie:
- Marshallia caespitosa Nutt. ex DC.
- Marshallia graminifolia  (Walter) Small
- Marshallia grandiflora  Beadle & F.E.Boynton
- Marshallia legrandii  Weakley
- Marshallia mohrii  Beadle & F.E.Boynton
- Marshallia obovata  (Walter) Beadle & F.E.Boynton
- Marshallia pulchra  W.M.Knapp, D.B.Poind. & Weakley
- Marshallia ramosa  Beadle & F.E.Boynton
- Marshallia trinervia  (Walter) Trel.

### Chiavi per le specie
Per meglio comprendere ed individuare le varie specie del genere l'elenco seguente utilizza in parte il sistema delle chiavi analitiche (vengono cioè indicate solamente quelle caratteristiche utili a distingue una specie dall'altra):
- 1A:  la lamina delle foglie ha una forma lanceolato-ellittica, lanceolato-lineare, lineare o oblanceolata con lunghezza da 13 a 30 volte la larghezza (la larghezza varia da 2 a 13 mm);

- 2A: il colore della corolla va da lavanda pallido a violetto (raramente è bianca); l'antesi va da agosto a settembre;

- Marshallia grandiflora.

- 2B: il colore della corolla di solito è bianco (a volte è lavanda pallido); l'antesi va da maggio a giugno;

- Marshallia ramosa: le infiorescenze sono formate da 4 – 10 capolini di 10 – 25 cm di diametro.
- Marshallia caespitosa: le infiorescenze sono formate da singoli capolini di 20 – 32 cm di diametro.

- 1B:  la lamina delle foglie ha una forma ellittica, lanceolata, oblanceolata, ovata o spatolata con lunghezza da 3 a 13 volte la larghezza (la larghezza varia da 8 a 33 mm);

- 3A: le foglie sono per lo più cauline con lamina ovata;

- Marshallia trinervia.

- 3B: le foglie sono per lo più basali con lamina a forma ellittica, lanceolata, oblanceolata o spatolata;

- 4A: gli apici delle squame dell'involucro sono ottuse; le corolle sono colorate di bianco;

- Marshallia obovata.

- 4B: gli apici delle squame dell'involucro sono acute; le corolle sono colorate di rosa;

- Marshallia grandiflora: le infiorescenze sono formate da 1 o raramente 2 capolini di 26 – 45 cm di diametro.
- Marshallia mohrii: le infiorescenze sono formate da 2 – 5 (massimo 10) capolini di 22 – 37 cm di diametro.

### Sinonimi
Sono elencati alcuni sinonimi per questa entità:
- Phyteumopsis Juss. ex Poir.
- Trattenikia  Pers.
- Therolepta  Raf.